# Región Irano-Turánica

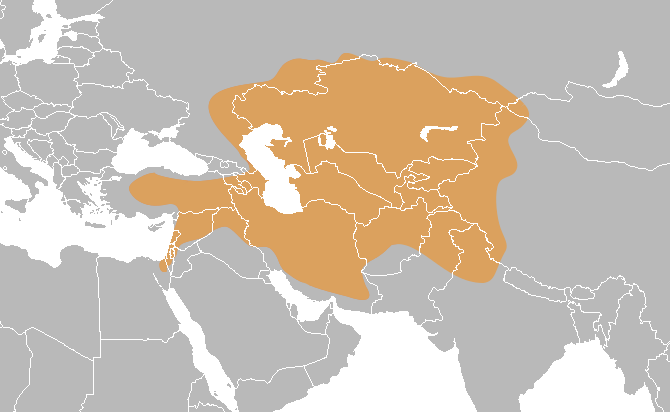
Mapa de la región irano-turánica.

La Región irano-turánica en la fitogeografía, es una región florística que consta de los siguientes territorios:
- Mesopotamia
- Anatolia central
- Armenia - Irán
- Hircania
- Turán o Aral-Caspio
- Turquestán
- Baluchistán norte
- Himalaya occidental
- Tien Shan central
- Dzungaria - Tien Shan
- Mongolia
- Tíbet .

La región irano-turaniana abarca unos 2.400.000 km ², extendiéndose por el este desde Anatolia incluyendo la mayor parte de Siria, Irán y noreste de Afganistán, el norte de Irak y partes del Líbano, Jordania y Israel. Hacia el suroeste se extiende por Asia Central (incluyendo la mayor parte de Kazajistán) Tien Shan y los montes Altái. 
Topográficamente es una región muy diversa que incluye desiertos, llanuras bajas, mesetas y altas montañas.
La flora irano-turaniana está compuesta por zonas discontinuas de tierras semiáridas pobladas por arbustos y bosques de cedros, Pistacia, y pinos entre otros.
Muchas de las plantas de esta región se encuentran también en la región mediterránea y en otras regiones florísticas.